# Kim Da-mi
Dans ce nom coréen, le nom de famille, Kim, précède le nom personnel.
Kim Da-mi est une actrice sud-coréenne, née le 9 avril 1995. Elle est surtout connue pour avoir interprété le rôle de Jo Yiseo, personnage atteint de sociopathie, dans la série télévisée à succès Itaewon Class.

## Filmographie

### Longs métrages
- 2017 : Marionette de[Qui ?] : Yoo Min-ah
- 2018 : The Witch: Part 1. The Subversion de[Qui ?] : Koo Ja-yoon
- 2020 : Hello, My Soulmate de[Qui ?]
- 2021 : The Witch: Part 2. The Other One de[Qui ?] : Koo Ja-yoon
- 2023 : Soulmate de[Qui ?] : Ahn Mi Soo
- prévu pour 2023 : The Great Flood (대홍수) de Kim Byung-woo : Anna

### Séries télévisées
- 2020 : Itaewon Class : Jo Yiseo
- 2021–2022 : Our Beloved Summer : Kuk Yeon-su